# 528년

## 연호
- 남량(南梁) 대통(大通) 2년
- 북위(北魏) 효창(孝昌) 4년 / 무태(武泰) 원년 / 건의(建義) 원년 / 영안(永安) 원년

## 기년
- 남량(南梁) 무제(武帝) 27년
- 북위(北魏) 효명제(孝明帝) 13년 / 효장제(孝莊帝) 원년
- 신라(新羅) 법흥왕(法興王) 15년
- 고구려(高句麗) 안장왕(安臧王) 10년
- 백제(百濟) 성왕(聖王) 6년